# Blankenstein (Hattingen)
Blankenstein, dawniej Blankenstein/Ruhr – dawne miasto w powiecie Ennepe-Ruhr, obecnie dzielnica miasta Hattingen, kraju związkowym Nadrenia Północna-Westfalia, w rejencji Arnsberg.

## Historia
1 stycznia 1970 roku miasto Blankenstein zostało dzielnicą Hattingen.

## Demografia
Według spisu ludności z 2023 roku w dzielnicy Blankenstein mieszkało 2865 mieszkańców. 1399 mieszkańców to mężczyźni, a 1466 kobiety.